# La Muse et le Poète
La Muse et le Poète, op. 132, est un duo pour violon et violoncelle avec accompagnement d'orchestre (ou de piano) composé par Camille Saint-Saëns en 1910.

## Présentation
La Muse et le Poète, composé en 1910, consiste en un duo pour violon et violoncelle avec accompagnement d'orchestre ou de piano. 
La partition est dédiée « à la mémoire de Madame J.-Henry Carruette ». Mme Carruette (1845-1908) était à l'origine d'une commande faite au sculpteur Laurent Marqueste d'une statue représentant Saint-Saëns, dévoilée au théâtre de Dieppe le 27 octobre 1907. 
La Muse et le Poète est créé à Londres, au Queen's Hall, le 7 juin 1910 par Eugène Ysaÿe, violon, Joseph Hollman, violoncelle, et le compositeur au piano. Les mêmes deux solistes jouent la version avec orchestre le 20 octobre 1910 au théâtre Sarah Bernhardt, à Paris, sous la direction de Fernand Le Borne. 

## Instrumentation
L'instrumentation de l'accompagnement orchestral nécessite :
| Instrumentation de La Muse et le poète                               |
| Bois                                                                 |
| 2 flûtes, 2 hautbois, 2 clarinettes, 2 bassons                       |
| Cuivres                                                              |
| 2 cors, 2 trompettes, 3 trombones                                    |
| Percussions                                                          |
| timbales                                                             |
| Claviers / cordes pincées                                            |
| harpe                                                                |
| Cordes                                                               |
| premiers violons, seconds violons, altos, violoncelles, contrebasses |

Les partitions des versions avec accompagnement de piano et accompagnement d'orchestre sont publiées par Durand en 1910.

## Analyse
L’œuvre, en mi mineur, d'une durée moyenne d'exécution de seize minutes environ, comprend 519 mesures, Andantino, à 
.
François-René Tranchefort souligne l'injustice de l'absence contemporaine aux programmes des concerts de la partition, qui « offre le privilège de faire entendre un dialogue entre le violon, volubile, expressif, et le violoncelle, plus grave, voire douloureux ». Le musicologue détaille l'œuvre : « introduction émue de l'orchestre sur un arpègement de harpe, — qui soutiendra avec ferveur l'échange passionné des deux solistes ; bel épisode central de caractère contemplatif, avec le coloris nostalgique des bois », avant de conclure : « cette œuvre courte, excellemment écrite, d'une parfaite unité d'expression, mérite infiniment mieux que l'oubli qui l'entoure ». 
La Muse et le poète porte le numéro d'opus 132 et, dans le catalogue des œuvres du compositeur établi par la musicologue Sabina Teller Ratner, le numéro 208.

## Discographie
- Saint-Saëns: Works for violin and orchestra, Tianwa Yang (en) (violon), Gabriel Schwabe (violoncelle), Orchestre symphonique de Malmö, Marc Soustrot (dir.), Naxos 8.573411, 2017[6],[7].
- Camille Saint-Saëns Edition, CD 8, Renaud Capuçon (violon), Gautier Capuçon (violoncelle), Orchestre philharmonique de Radio France, Lionel Bringuier (dir.), Warner Classics 0190296746048, 2021[8].